# Грег Бърсън
Грег Бърсън (на английски: Greg Burson) е американски озвучаващ актьор.

## Кариера
Ходил е на курсове по озвучаване при Доус Бътлър и по-късно наследява повечето от героите му след неговата смърт.
След смъртта на Мел Бланк през 1989 г. Бърсън озвучава Бъгс Бъни в „Приключенията на дребосъците“ (в някои епизоди е Джеф Бъргман), късометражните анимационни филми Carrotblanca и From Hare to Eternity, както и в „Шоуто на Бъгс и Дафи“ (1996-2003) по Cartoon Network. Той също така дава гласа си на редица от другите герои от Шантавите рисунки включително и Дафи Дък, Порки Пиг, Туити, Елмър Фъд, Йосемити Сам, Пепе ле Пю и Фогхорн Легхорн в хитовите сериали на Warner Bros. „Тазмания“, „Аниманиаци“ и „Загадките на Силвестър и Туити“.
Бърсън поема ролята на Мечето Йоги от своя учител Доус Бътлър за „Новото шоу на Мечока Йоги“, „Йо Йоги!“, „Скуби-Ду: Арабски нощи“ и други продукции на Хана-Барбера. Той озвучава Г-н ДНК в „Джурасик парк“ и Г-н Магу в анимационните сегменти на едноименния филм от 1997 г.

## Смърт
Грег Бърсън умира на 59-годишна възраст на 22 юни 2008 г. от усложения, причинени от диабет и атеросклероза.